# University of Pennsylvania Press
University of Pennsylvania Press est la maison d'édition de l'université de Pennsylvanie, à Philadelphie.

## Annexe